# (14336) 1981 UU29
A (14336) 1981 UU29 a Naprendszer kisbolygóövében található aszteroida. Schelte J. Bus fedezte fel 1981. október 24-én.